# Villedômain
Villedômain – miejscowość i gmina we Francji, w Regionie Centralnym, w departamencie Indre i Loara.
Według danych na rok 1990 gminę zamieszkiwało 117 osób, a gęstość zaludnienia wynosiła 7 osób/km² (wśród 1842 gmin Regionu Centralnego Villedômain plasuje się na 1017. miejscu pod względem liczby ludności, natomiast pod względem powierzchni na miejscu 803.).